# Gymnothorax hansi
Gymnothorax hansi is een straalvinnige vissensoort uit de familie van murenen (Muraenidae). De wetenschappelijke naam van de soort is voor het eerst geldig gepubliceerd in 2004 door Heemstra.